# Moores Mill
Moores Mill – jednostka osadnicza w Stanach Zjednoczonych, w stanie Alabama, w hrabstwie Madison.